# Jordi Rebellón
Jordi Rebellón López (Barcellona, 15 febbraio 1957 – Madrid, 8 settembre 2021) è stato un attore spagnolo.

## Biografia
Studiò presso l'Escuela de Actores di Barcellona, dove inoltre prese lezioni di canto e di ballo. Oltre a fare l'attore, ha spesso lavorato dietro le quinte come sceneggiatore, aiuto regista o coordinatore di spettacoli teatrali. Nel 1997 apparve nel videoclip Big Mistake della cantante australiana Natalie Imbruglia. 
Divenne conosciuto principalmente per il ruolo di Rodolfo Vilches nella serie televisiva di Telecinco Hospital Central, che interpretò dal 2009 al 2012 per più di duecento puntate. In seguito lavorò in  Per sempre, dove ricoprì il ruolo del biochimico Luis Ardanza, e in Senza identità, dove, tra il 2014 e il 2015, rivestì i panni del giudice Francisco José Fuentes, padre adottivo di María (Megan Montaner).

## Filmografia parziale

### Cinema
- Todo Falso (1993), regia di Raimon Masllorens
- J.V. (1993), regia di Isabel Gardela (cortometraggio)
- Mal de amores (1993), regia di Carlos Balagué
- Adiós Tiburón (1996), regia di Carlos Suárez
- Reflejos de una dama (2001), regia di David Mataró (cortometraggio)
- Ausencias (2001), regia di Nely Reguera (cortometraggio)
- Roma no paga traidores (2002), regia di Alejandro Ripoll Carrasco (cortometraggio)
- GAL (2006), regia di Miguel Courtois

### Televisione
- Estació d'enllaç (1994)
- Sitges (1996)
- Médico de familia (1999)
- Petra Delicado (1999)
- Mediterráneo (2000)
- Hospital Central (2000-2012)
- Per sempre (Amar es para siempre) (2013-2014)
- Senza identità (Sin identidad) (2014-2015)
- Cuéntame cómo pasó (2015)

### Teatro
- Quan Spidoux s'adorm
- Don Joan Moliere
- L'hostal de la Gloria
- Mentiras, incienso y mirra (2008)
- Don Juan Tenorio (2010)
- Desclasificados (2013)